# Taça de Portugal de 1991–92
A Taça de Portugal de 1991/1992 foi a 52ª edição da Taça de Portugal. O Boavista venceu esta edição derrotando o FC Porto por 2 a 1 na final.